# Vương Gia Nghị
Vương Gia Nghị (tiếng Trung giản thể: 王嘉毅, bính âm Hán ngữ: Wáng Jiāyì, sinh tháng 12 năm 1965, người Hán) là chính trị gia nước Cộng hòa Nhân dân Trung Hoa. Ông là Ủy viên dự khuyết Ủy ban Trung ương Đảng Cộng sản Trung Quốc khóa XX, hiện là Phó Bí thư chuyên chức Tỉnh ủy Cam Túc. Ông từng là Bộ trưởng Bộ Tuyên truyền Tỉnh ủy và Tổng thư ký Tỉnh ủy Cam Túc; Hiệu trưởng Đại học Sư phạm Tây Bắc.
Vương Gia Nghị là đảng viên Đảng Cộng sản Trung Quốc, học hàm học vị Giáo sư, Tiến sĩ Giáo dục học. Ông có 20 giảng dạy, gần 30 năm từ khi là sinh viên cho đến khi trở thành Hiệu trưởng Sư phạm Tây Bắc trước khi bước vào chính trường Trung Quốc.

## Xuất thân và giáo dục
Vương Gia Nghị sinh vào tháng 12 năm 1965 tại huyện Thanh Đồng Hạp, nay là thành phố cấp huyện thuộc địa cấp thị Ngô Trung, Khu tự trị dân tộc Hồi Ninh Hạ, Cộng hòa Nhân dân Trung Hoa. Ông lớn lên và tốt nghiệp cao trung ở Thanh Đồng Hạp, đến năm 1984 thì thi cao khảo đỗ Đại học Sư phạm Tây Bắc, tới thủ phủ Lan Châu nhập học hệ giáo dục vào tháng 9 cùng năm, rồi tốt nghiệp cử nhân chuyên ngành tâm lý học vào tháng 7 năm 1988. Sau tốt nghiệp, ông tiếp tục theo học chương trình nghiên cứu sinh toàn phần sau đại học về phương pháp nghiên cứu khoa học ở Sở nghiên cứu Khoa học giáo dục thuộc trường Tây Bắc, nhận bằng Thạc sĩ Giáo dục học vào tháng 7 năm 1991. Và cũng vào thời điểm này, ông tiếp tục là nghiên cứu sinh về lý luận giáo dục học và chương trình giáo dục ở sở, tham gia học liên kết giáo dục Trung Quốc – Canada giữa trường Tây Bắc cùng Đại học Toronto ở Viện nghiên cứu Giáo dục Toronto từ tháng 7 năm 1992 đến tháng 3 năm 1992, trở thành Tiến sĩ Giáo dục học vào tháng 6 năm 1994. Vương Gia Nghị được kết nạp Đảng Cộng sản Trung Quốc vào tháng 11 năm 1985 tại trường Tây Bắc, ông từng giam gia các khóa học chính trị gồm khóa thứ 9 cán bộ trung, thanh niên từ tháng 3 năm 2009 đến tháng 1 năm 2010; khóa 42 từ tháng 3–7 năm 2017, đều tại Trường Đảng Trung ương Đảng Cộng sản Trung Quốc.

## Sự nghiệp
Tháng 7 năm 1991, sau 7 năm học ở Sư phạm Tây Bắc, Vương Gia Nghị được trường giữ lại làm trợ giảng, vừa học lên tiến sĩ, vừa tham gia giảng dạy, chính thức là giảng viên từ tháng 6 năm 1995 thì trở thành tiến sĩ giáo dục. Cuối năm này, ông được bổ nhiệm làm Phó Trưởng phòng Giáo vụ, đến giữa năm 1996 thì  phân sang Viện Khoa học giáo dục của trường làm Phó Viện trưởng. Tháng 10 năm 1998, ông kiêm nhiệm là Trưởng phòng Khoa học kỹ thuật, rồi Trợ lý Hiệu trưởng từ tháng 6 năm 1999, và là Thường vụ Đảng ủy, Phó Hiệu trưởng từ tháng 7 năm 2001. Ông giữ chức vụ này trong 10 năm 2001–11 để rồi là Phó Bí thư Đảng ủy, Hiệu trưởng Sư phạm Tây Bắc từ tháng 4 năm 2011 vào thời điểm tròn 20 năm công tác ở trưởng, và là 27 năm nếu tính thời điểm từ lúc trúng tuyển nhập học.
Tháng 8 năm 2012, Vương Gia Nghị được điều sang chính quyền, bổ nhiệm làm Sảnh trưởng Sảnh giáo dục Cam Túc, ban đầu là Phó Bí thư Đảng tổ sảnh, sau đó là Bí thư từ tháng 4 năm 2013. Đến tháng 5 năm 2017, ông được bầu vào Ủy ban Thường vụ Tỉnh ủy Cam Túc, cấp phó tỉnh, được phân công làm Tổng thư ký Tỉnh ủy kiêm nhiệm thêm các chức vụ như Bí thư Ủy ban Công tác cơ quan trực thuộc Tỉnh ủy, chủ nhiệm của 3 văn phòng thuộc Tỉnh ủy là Văn phòng Cải cách, Văn phòng Tài chính Kinh tế, Văn phòng An ninh Quốc gia ở Cam Túc. Sau 3 năm, vào tháng 7 năm 2020, ông chuyển chức làm Bộ trưởng Bộ Tuyên truyền Tỉnh ủy, rồi được bầu làm Phó Bí thư chuyên chức Tỉnh ủy Cam Túc từ tháng 3 năm 2022. Cuối năm 2022, ông tham gia Đại hội Đảng Cộng sản Trung Quốc lần thứ XX từ đoàn đại biểu Cam Túc. Trong quá trình bầu cử tại đại hội, ông được bầu là Ủy viên dự khuyết Ủy ban Trung ương Đảng Cộng sản Trung Quốc khóa XX.